# AFC-01 レギオス
AFC-01 レギオスとは、テレビアニメ『機甲創世記モスピーダ』に登場する架空の単座可変戦闘機/戦闘ロボットである。
『モスピーダ』の海外版である「ロボテック」 ("Robotech") の第3世代目を描く「ニュー・ジェネレーション ("The New Generation")」の劇中では VF/A-6 「アルファ」可変戦闘攻撃機「レギオス」(VFA-6 Alpha Fighter-Attacker "Legioss") と呼ばれている。

## 機体解説
謎の異星人インビット（「ロボテック」 "Robotech" 世界ではInvid）により占拠された地球を取り戻すべく、火星基地である、マルスベース ("Mars Base") からの第二次地球奪還軍の主力として開発・配備された。製造メーカーは「マルス・ガーランド工業」。彼我の戦力差から一対多数との会敵を強要される戦況を想定して、このサイズ（全長10m弱）の戦闘機にしては、極めて重武装なのが特徴である。
レギオスは宇宙空間・大気圏内を問わず飛行可能であり、またアーモファイター（戦闘機形態）・アーモダイバー（中間形態、いわゆるガウォーク）・アーモソルジャー（人型ロボット形態）の三形態に変形できる。また単独での大気圏突入や、アーモボンバーと呼ばれる「トレッド」を接続しての大気圏離脱も可能で、空戦に加え対地攻撃もこなすマルチロール機である。なお、トレッドを連結したままの変形も可能で、トレッド自体も単体でアーモソルジャーへの変形が可能。アーモダイバーは着陸時には腕を出さず、脚だけの状態で展開することも可能。
第一次地球奪還軍においても可変戦闘機「コンドル」("VFB-5 Condor") が投入されていたが、様々な不備によって作戦が失敗に終わったことから大幅に改良・強化され、大抵のインビット・バトル・ウォーマーに対し有利に戦える機体となった。
VF-1バルキリーとは逆に、ロボット形態では機首を背後側に畳んでいるため、敵の猛攻で機体が大破しそうになった場合は、体の前面で攻撃に耐えつつ、90度起こした機首を後方に射出して逃がす事が可能である。
胸部中央には可変バイク兼強化装甲であるライドアーマー「モスピーダ」が標準で内蔵され、レギオスが不時着などで行動不能になった場合でも、脱出とサバイバルの為の個人用戦闘パワードスーツ、及び長距離巡航兼用の戦闘装備として使用できる。また、旧型のライドアーマーである「ブロウスーペリア」、「バートレイ」も同様に搭載可能である。なお、正確にはライドアーマーは飛行ブースター及びエネルギー装置であり、本当の意味でのパワードスーツはパイロットスーツとして着ている装甲服である（ただしライドアーマーと合体しない限りパワードスーツとしては機能しない）。
戦闘攻撃機（ファイター）形態で全長10.25m、翼幅6.4m、全備重量16.7t。これはジェット戦闘機としてはかなり小型の部類である。HBT3号規格缶（規格筒）16本 (4ケース)を使用する主動力機関 G-97M エンジン（最大出力 1,840 shp×2）と、補助として ATF-401 ターボファンエンジン（最大推力 4,800kg×4）を搭載。
- 「ロボテック」の『マクロス・サーガ』(The Macross saga) では、VF-1バルキリーなどの可変戦闘機 (Variable Fighter) がベリテック・ファイター (Veritech Fighter) と改称されている（共に略号はVF）。モスピーダと「超時空騎団サザンクロス」(The Robotech masters) は同じ世界の後日談という設定のため、レギオスもバルキリーの後継機という設定でVFA（可変戦闘攻撃機）の略号が付けられている。三形態もVF-1と同じく「ファイター」(Fighter)、「ガーディアン」（Guardian＝日本語版でのガウォーク）、「バトロイド」(Battloid)と呼ばれる。
- 準備稿名は可変戦闘機「ベクター」。

## 派生型

### 第二次地球降下作戦時に使用された機種
第二次地球奪還軍のレギオスは3種類。3機種の外観の違いは頭部形状とカラーリングのみであるが、それぞれの機体特性・性能は異なる仕様となっている。
武装は共通しており、アーモダイバー、アーモソルジャー形態では手持火器として80mm ビームキャノンを携行する。この手持火器はアーモファイター形態では主翼下に懸架され、左右翼下に一門ずつ装備することも可能。
この他、機体各部に備えたミサイルポッドに、最大96発の短射程小型ミサイルを内蔵可能。更に機首にも2門のビーム砲が装備されている。
AFC-01Η レギオス・エータ
指揮官用で機体色は青、側面の二つ目（ツインアイ）のカメラを持つ頭部が特徴。劇中では主にスティックが搭乗し、第1話でこの愛機を失っているが、第3話でジムの隠匿していた同種機体を入手、TVシリーズ全般を通して使われ、スティックだけでなく、レイ（第14話）や、イエロー（第4、9、10話）、そしてゲストキャラクターのジョナサン（第8話）が使用することがあった。第24話には同型機も登場。
第25話ではバットラーのゴースに撃墜されたが、後に修復（もしくは同型機を入手）したのか、トレッドを接続して火星への帰還に使われていた。なお、ゴースはトレッドにより倒されている。
- 海外ロボテック版正式名称は「ベリテック・士官用アルファ可変戦闘攻撃機」 "VFA-6H Veritech Officer's Alpha"。2007年の新作　『ロボテック：シャドウ・クロニクル』 にもCG化されて登場する。
- 本編では一応、火星側主人公のスティックが搭乗することで、主役メカという扱いではあるが、OPでは後述するイオタの活躍の方が目立っており、エータはファイター形態しか出ていない。

AFC-01Ι レギオス・イオタ
一般兵士用で機体色は緑色、鶏冠状のプレートと単眼（モノアイ）の四角いゴーグル状のカメラ付き頭部が特徴。第10話で合流地点で壊滅した部隊装備の中から、状態の良い機体を回収、修理して追加装備された。劇中では主にレイとイエローが搭乗したが、ジムも操縦したことがある（第22話）。また主役陣が使うことはないが、第1話の第二次地球奪還軍は本機と同じカラーのトレッドを装備している（OPには毎回登場）。
なおイオタの機体色については、作画ミスのあるシーンが目立っている。第13話ではレイの夢の中でだが、フーケが使用した機体がゼータ型と同様に赤色塗装された本機であった。第23話などでは本来のグリーンカラーの部位がエータのブルーカラーに、第24話ではグリーンカラーのエータに入れ替わっているシーンがある。さらにイオタの機体ではないが、第20話では接続しているトレッドのカラーが本来のブルーではなく第1話に登場した機体同様のグリーンカラーとなっている。
- 海外ロボテック版正式名称は「ベリテック・標準型・アルファ可変戦闘攻撃機」 "Veritech Standerd Alpha"。
- 地球人主人公のレイの専用機になったというだけでは無く、OPでファイター、ダイバー（腕を収納して脚だけ出した状態は除く）、ソルジャーという３形態全てを披露しており、その意味ではエータよりも主役級に扱われている。

AFC-01Ζ レギオス・ゼータ
大気圏内での戦闘に最適化されている最新の強化型で、機体色は赤。上記二機とはカラーパターンが異なっており基調色である赤の部分が多い。第10話で入手し、主にフーケが搭乗。頭部はエータ同様のツインアイ式で、イオタのような鶏冠状プレートを有している。
第一次降下部隊の失敗から人的不足に陥った火星基地（マルス・ベース）への増援部隊として木星衛星基地(ジュピター・ベース） から追加配属された部隊が使用した強化改良機、と設定されている。
作中ではフーケの一機のみで、ドガーボ所有の無人機以外の同色機が見受けられなかっただけではなく、同色のトレッドも確認されておらず（カラーに合わせた玩具商品化はされている）、またエータやイオタのように接続使用されることもなかった。なお上記の通り、第13話のレイの夢の中のレギオスは本機の塗装色のイオタ型である。
- 海外ロボテック版　正式名称は VFA-6Z 「ベリテック・戦闘指揮官用・アルファ可変戦闘攻撃機」"Veritech Combat Alpha"。
派生型全般を通してもかなり後期型に当たる為、発展型も開発され、HBTではなく「プロトカルチャー（資源） 」   の放出を抑える後述の「シャドウ・デバイス（装置）」型が開発され、第三部であるニュー・ジェネレーション（モスピーダ）の最終回のリメイクと、その後を描くDVDオリジナル版の北米発のOVA 『ロボテック：シャドウ・クロニクル』 にも VFA-6ZX (S) 指揮官用・シャドウファイター　　の名で登場し、スカル大隊の四代目隊長でマクシミリアン・ジーナスとミリア・ファリーナの娘の1人（三女）である「マイア・スターリング」("Maia Sterling") 中佐が搭乗する。

無人レギオス
南米の街で顔役を務めるドガーボが所有するコレクション。無線による遠隔操縦機に改造された三機のレギオスで、エータ、イエタ、ゼータ各型を原型としている。無人機ゆえ、コクピットは外板で覆われている。
- 海外ロボテック版正式名称は　"VQ-6 VANDAL Veritech Alpha Drone"

### 第三次地球降下作戦時に使用された機種
以下の二種類は第三次地球奪還軍の新型である。
AFC-01X ダーク・レギオス
その名の通り暗いグレーで塗装された第三次地球奪還軍の主力。HBT反応の機外への放出が抑えられ、インビットに探知されにくくなったステルス機である。マニピュレータは三本爪型に簡略化され、マルスベース開発のレフレックス・ポイントのシールドを破れるシンクロトロン砲を搭載する。本編では「ダーク・レギオス」と呼ばれるが、設定書の段階では「ブラック・レギオス」だった。
シンクロトロン砲はアーモソルジャー時には担ぐ形で使用。頭部はエータのような形状に、イオタのような単眼カメラとなっているが、イオタが四角なのに対し、こちらは円形という違いがある。また前三種にあった、ダイバー、ソルジャー時に頭部右脇に付くセンサーもオミットされた。
- 海外ロボテック版の正式名称は「VFA-6X シャドウ・ファイター」"Shadow Fighter"。こちらでは武装が"Disruptor cannon"（破壊砲）で、HBTではなく、プロトカルチャー（資源） の放出を抑えるという設定になっている。
これはこの世界が「マクロス・サーガ」 の世界とつながっており、日本の「超時空要塞マクロス」における監察宇宙軍」のオーバーテクノロジーに相当するものがロボテックこと Robotechnology であり、「プロトカルチャー（資源）」のエネルギーを動力源にしているためである。
『ロボテック：シャドウ・クロニクル』 本編でも大量に登場し、"インビット"相手に奮戦するが、その後、新たな敵ハイドニットらが、彼らに技術供与を受けた「影次元技術」技術を使用したシンクロ・キャノン（"Synchro cannon"、訳は「同期拡散砲」。名前が変更され、日本版に近くなっている）に対して特定の周波数の同期送信波を送信されることで、友軍艦隊及び本機の反射炉が暴走・自滅すると共に、キャノンは射撃不能となり、本編でマリアナ沖海戦での日本海軍戦闘機の惨敗になぞられて「七面鳥撃ち」と揶揄されるほどの多くの犠牲者を出す。

無人ダーク・レギオス
AIを搭載した首のないダークレギオスで、全自動で「動目標」を探知して攻撃する無人兵器（オートマトン）。シンクロトロン砲の他、左右の胸部上面に24発ずつミサイルが搭載されている。劇中の台詞によると、敵味方の識別も出来ないとされており、ほぼ殲滅兵器。殺戮兵器と何ら変わらない、こうした完成度の低い無人兵器に頼らざるを得ない所に、コロニー連合軍の人的資源の欠乏事情が垣間みえる。
- 海外ロボテック版正式名称は「次世代ステルス・アルファ・ベリテック　自律無人機」　"VQ-6X アサヴァン (ASAVAN)  Veritech Shadow Drone"。

## 準備稿
準備稿でのネーミングは「可変戦闘機ベクター」、もしくは「スーパーベクター」だった。デザイン当初は現在よりも更に厳つい形状で、後部に合体するトレッドも初期稿では変形システムが採用されていなかった。デザインは荒牧伸志（アートミック）で、変形システムと合体システムを様々デザインした結果、現在のデザインに落ち着いた。

## 商品化
放映時には学研から完全変形するエータ、イオタ、ゼータの3種が変形玩具として発売。STD（スタンダード）とでもいうべき小型サイズも発売されたが、接続するトレッドは作製されたものの発売されなかった。イマイからはファイター、ダイバー、ソルジャーの3タイプを再現したエータ、イオタ、ゼータが発売。エルエスからもイマイのように3タイプ3種出たものの、同じようにトレッドは発売されず。なお、チープトイでは各部がブロック構造な為に自由に合体可能な、レギオスとトレッドが各種発売されている。
90年代末期にトイナミから完全変形するマスターピースのエータ、イオタ、ゼータに加え、有人機のブラックも発売。そして2000年代にアオシマからの新世紀合金にも3種が発売され、シーエムズコーポレーションからはブレイブ合金で伝統の3機だけでなく、有人機と無人機の二種のブラックレギオスが発売。更に3機のカラーに合わせたトレッドも登場した。なおチープトイと違い、この合金アイテムでは異系種のレギオスとトレッド（例えばエータ型レギオスとゼータ型トレッド等）の合体は不可能となっている。
第51回 全日本模型ホビーショー2011 会場にて株式会社ウェーブ（WAVE CORPORATION）より、レギオスの1/72アーモソルジャー形態（ロボテック版でいうバトロイド形態）のエータ型（指揮官用）の発売が発表（2012年2月）され、ゼータ型（大気圏内能力強化・指揮官型、2012年4月）、イオタ型（量産型、2012年5月）が発売されている。